# Das kurze glückliche Leben des Francis Macomber
Das kurze glückliche Leben des Francis Macomber ist eine Kurzgeschichte von Ernest Hemingway, die im September 1936 unter dem englischen Titel The Short Happy Life of Francis Macomber in The Cosmopolitan erschien und 1938 in die Sammlung The Fifth Column and the First Forty-Nine Stories aufgenommen wurde.

## Handlung
Robert Wilson veranstaltet im ostafrikanischen Kenia Großwildjagden für Englisch sprechende Sonntagsjäger. Als Requisiten dienen ihm neben den entsprechenden Jagdwaffen ein doppelt breites Feldbett und ein geländegängiges Fahrzeug. Letzteres benutzen Wilson und Kundschaft zum bequemen Aufsuchen des Wilds, obwohl Nairobi motorisierte Pirsch verboten hat. Die reichen schießwütigen Kunden werden manchmal von Damen begleitet. Die suchen mitunter ein nächtliches Intermezzo mit Wilson im Doppelbett.
Francis Macomber erlegt einen Löwen nicht sehr waidmännisch. Francis soll dem übel zugerichteten Tier den Rest geben. Da greift das Ungetüm an. Der „Jäger“ nimmt Reißaus. Wilson erledigt die Arbeit routiniert. Margot Macomber wird Augenzeugin der Flucht. Sie verachtet ihren feigen Ehemann und gibt auf der Rückfahrt Wilson im Beisein Macombers demonstrativ einen Dankeskuss auf den Mund.
Zu allem Überfluss geht sie in der darauffolgenden Nacht zu Wilson ins Doppelbett. Macomber ertappt seine Gattin bei der Rückkehr und stellt sie erzürnt zur Rede. Margot reagiert uneinsichtig. Ihr Ehebruch sei schon in Ordnung, „beruhigt“ sie den Gehörnten. Am nächsten Morgen, als es auf Büffeljagd gehen soll, hält Macombers Wut auf Margot und Wilson an. Das Automobil wird wieder benutzt. Margot fährt natürlich mit. Macomber – wutentbrannt, durch die „Löwenjagd“ abgehärtet – kennt überraschenderweise keine Angst mehr. Jetzt beginnt sein glückliches Leben. Es dauert nicht einmal einen halben Tag. Macomber schießt mutig auf Büffel. Einer bleibt im Gebüsch liegen. Als Wilson nachschauen will, folgt ihm Macomber beherzt und lässt sich nicht abweisen. Margot bleibt mit den restlichen Jagdwaffen im Auto. Als der angeschossene Büffel angreift, springt Wilson seitwärts in eine günstige Schussposition und erlegt das Tier. Fast gleichzeitig gibt Macomber frontal und mannhaft – aber ziemlich wirkungslos – Schüsse auf den Büffel ab. Etwa zwei Meter vor dem erlegten Koloss stehend, wird Macomber von seiner Frau aus dem Auto heraus erschossen.

## Interpretation
Die Kurzgeschichte gehört heute zu den bekanntesten Werken Hemingways. Typische Merkmale sind die klare, lebensbejahende und den Tod nicht fürchtende Einstellung des Protagonisten, die er allerdings erst nach und nach gewinnt. Macomber macht also eine Wandlung durch, vom ungeschickten und schwächlichen Mann hin zu einem selbstbestimmten und mutigen Individuum. Eine mögliche Interpretation ist, dass seine Frau ihn mit Absicht erschießt, da sie weiß, dass er nun ein eigenständigeres Leben führt. Macomber wird also auf dem Höhepunkt seines Lebens gewaltsam umgebracht. Der Zeitraum zwischen dem Morgen und seinem Tod ist das „wahre Leben“ Macombers, insofern der einzig glückliche Teil, weil er selbstbestimmt und furchtlos handelt.
Diese Einstellung spiegelt deutlich die Sicht Hemingways auf das Leben wider. Nur wer frei und ohne Angst auf die Gefahren zugeht, kann sie besiegen. Nicht zuletzt dieses Weltbild „klassischer Männlichkeit“ sichert ihm bis heute eine große Fangemeinde.

## Erzähltechnik
Besonders deutlich wird in dieser Geschichte Hemingways typischer Schreibstil, die sogenannte „Eisberg-Methode“ (engl.: Iceberg Theory). Hemingway geht davon aus, dass bei einem Eisberg nur ein geringer Teil über dem Wasser ist – man kann ihn also sehen, den Rest muss man sich aber selbst dazudenken. Ebenso soll es bei Erzählungen sein. Der Autor liefert die wichtigsten Informationen, das Entscheidende liegt aber zwischen den Zeilen verborgen. Als allwissender (auktorialer) Erzähler werden zwar die Gefühle der Protagonisten wiedergegeben, die eigentliche Dramatik spielt sich aber nicht in der Jagd, sondern in den zwischenmenschlichen Beziehungen wieder. Die spannende Handlung spiegelt also sozusagen nur die viel brisantere, innere Gefühlswelt wider. Francis Macombers äußerer Kampf ist die Jagd, der innere Kampf behandelt seine Identitätsfindung als tapferes Individuum.

## Wirkungsgeschichte
Die literaturkritische Diskussion der Erzählung hat sich intensiv mit der offenen Situation am Ende befasst, die unterschiedlich gedeutet wurde. Ein Teil der Kritiker, unter ihnen der renommierte Hemingway-Interpret Phillip Young, vertritt die Ansicht, dass Margaret Macomber nur angeblich auf den Büffel zielt, um ihren Mann zu retten, in Wirklichkeit diesen jedoch mit voller Absicht tötet. Als Begründung für diese Deutung wird ausgeführt, sie könne die heldenhafte Veränderung im Wesen ihres Mannes nicht ertragen und die unerwartete endgültige Demütigung nicht zulassen, da die Selbstbefreiung ihres Mannes ihren seelischen Untergang bedeute. Ihre bisherige überlegene Rolle könne sie nun nicht mehr spielen; Vorteile habe sie nur aus der vorherigen Schwäche ihres Mannes ziehen können; daher habe sie den Entschluss gefasst, ihn mit einem gezielten Schuss zu töten.
Ein anderer Teil der Kritiker begreift den tödlichen Schuss demgegenüber als tragischen Unfall. Aufgrund ihrer angespannten psychischen Situation und als nur wenig geübte Schützin sei sie überhaupt nicht fähig, in einem solchen dramatischen Moment derart gezielt ihren Mann zu töten.
Die Figur des Francis Macomber wurde in den literaturwissenschaftlichen Kommentaren als weiterer Exponent des Hemingwayschen code hero eingestuft, dem es schließlich gelinge, seine Furcht abzuschütteln und damit den Sinn und die Bestimmung seines Lebens in der Todeserfahrung zu spüren. Für Young ist Macomber zwar nicht der Prototyp des Hemingwayschen Helden; er bewundere aber den Codex und versuche, sich danach zu richten. Er erreiche letztlich dieses Ziel, müsse dafür jedoch mit seinem Leben bezahlen.
Macombers Haltung zeigt in dieser Hinsicht trotz der situativ ganz anderen Einbettung Übereinstimmungen mit der Manuels aus The Undefeated (1927). Dort besteht dieser Kodex des Hemingwayschen Helden allerdings von Anfang an als erprobte und gereifte Einsicht, sich nur so und nicht anders verhalten zu können. Voraussetzung dafür ist die innere Freiheit, die auch das Fehlen des „Tristan-Motives“ der Liebe in nahezu allen Kurzgeschichten Hemingways erklärt. Macomber muss diese Einstellung erst erwerben; dazu bedarf es des Anstoßes durch sein eigenes Versagen aus Angst, über das er nicht hinwegkommt. Als es ihm gelingt, diese Angst zu überwinden, erreicht er zwar noch nicht den Zustand der kühlen Selbstverständlichkeit im Umgang mit der Realität des Todes wie Manuel Garcia oder die Weisheit des alten Fischers Santiago in The Old Man and the Sea (1952), verspürt jedoch einen Augenblick lang die Euphorie, die dieser Einstellung vorausgeht.
In zahlreichen Einzeluntersuchungen ist darüber hinaus auf die sozialkritischen Implikationen dieser Erzählung Hemingways eingegangen worden. Dabei sind vor allem die Verweise auf „beauty“ und „money“ als kritische Widerspiegelung eines unglückseligen amerikanischen Zeitgeistes verstanden worden, der Hemingways Kulturpessimismus und seinen Rückzug „in die natürliche Ordnung der Welt“ ausgelöst habe. Der rotgesichtige Wilson wurde in dieser Deutungslinie als Repräsentant der „imperialistische[n] Gewaltherrschaft Englands“ verstanden.

## Sekundärliteratur
- Detlef Gohrbandt: The Short Happy Life of Francis Macomber. In: Detlef Gohrbandt: Ernest Hemingway – The Short Happy Life of Francis Macomber and Other Stories · Model Interpretations, Klett Verlag, Stuttgart 1985, ISBN 3-12-577390-3, S. 138–164.
- Reiner Poppe: The Short Happy Life of Francis Macomber. In: Reiner Poppe: Ernest Hemingway · Aus dem Erzählwerk · Untersuchungen und Kommentare. Beyer Verlag Hollfeld/Ofr. 1978, ISBN 3-921202-40-X, S. 52–62.

## Hörspiele
Ernest Hemingway: Das kurze glückliche Leben des Francis Macomber. Abspieldauer: 75 Minuten. Sprecher:
- Heinz Drache: Francis Macomber
- Edith Teichmann: Margaret Macomber
- Max Eckard: Robert Wilson
- Raoul Wolfgang Schnell: Erzähler

- Übersetzung: Annemarie Horschitz-Horst
- Regie: Ludwig Cremer

Eine Produktion des NWDR Köln aus dem Jahre 1951.
Erschienen als Audio-CD im Verlag Airlift im August 2002, ISBN 978-3-89849-647-6
Im selben Jahr entstand ein weiteres Hörspiel, welches der Südwestfunk in Zusammenarbeit mit Radio Bremen produzierte. Die Regie führte Gert Westphal. Die Abspieldauer beträgt 59 Minuten und ist somit deutlich kürzer als die NWDR-Fassung. Die wichtigsten Sprecher waren:
- Wolfgang Preiss: Francis Macomber
- Margot Müller: Margrit Macomber
- Leopold Biberti: Robert Wilson
- Benno Schurr: Kongoni

Das Tondokument ist erhalten geblieben.
1972 produzierte der ORF Oberösterreich eine knapp 48-minütige Bearbeitung von Hedwig Smola. Unter der Regie von Ferry Bauer sprachen:
- Else Ludwig
- Peter Faerber
- Herbert Stefan
- Klausjürgen Wussow und
- Helmuth Wlasak

## Verfilmung
- Die Affäre Macomber (The Macomber Affair) – USA, 1947 – Regie: Zoltan Korda – mit Gregory Peck als Robert Wilson, Robert Preston als Francis Macomber und Joan Bennett als Margo Macomber.